# Вила д'Ада
Вѝла д'А̀да (на италиански: Villa d'Adda; на ломбардски: Ela d'Ada, Ела д'Ада) е малкло градче и община в Северна Италия, провинция Бергамо, регион Ломбардия. Разположено е на 286 m надморска височина. Населението на общината е 4677 души (към 2018 г.).